# IGFBP1
IGFBP1 (англ. Insulin like growth factor binding protein 1) – білок, який кодується однойменним геном, розташованим у людей на короткому плечі 7-ї хромосоми. Довжина поліпептидного ланцюга білка становить 259 амінокислот, а молекулярна маса — 27 904.
| 10         |  | 20         |  | 30         |  | 40         |  | 50         |
| ---------- |  | ---------- |  | ---------- |  | ---------- |  | ---------- |
| MSEVPVARVW |  | LVLLLLTVQV |  | GVTAGAPWQC |  | APCSAEKLAL |  | CPPVSASCSE |
| VTRSAGCGCC |  | PMCALPLGAA |  | CGVATARCAR |  | GLSCRALPGE |  | QQPLHALTRG |
| QGACVQESDA |  | SAPHAAEAGS |  | PESPESTEIT |  | EEELLDNFHL |  | MAPSEEDHSI |
| LWDAISTYDG |  | SKALHVTNIK |  | KWKEPCRIEL |  | YRVVESLAKA |  | QETSGEEISK |
| FYLPNCNKNG |  | FYHSRQCETS |  | MDGEAGLCWC |  | VYPWNGKRIP |  | GSPEIRGDPN |
| CQIYFNVQN  |  |            |  |            |  |            |  |            |

A: Аланін

C: Цистеїн

D: Аспарагінова кислота

E: Глутамінова кислота

F: Фенілаланін

G: Гліцин

H: Гістидин

I: Ізолейцин

K: Лізин

L: Лейцин

M: Метіонін

N: Аспарагін

P: Пролін

Q: Глутамін

R: Аргінін

S: Серин

T: Треонін

V: Валін

W: Триптофан

Кодований геном білок за функцією належить до фосфопротеїнів. 
Секретований назовні.